# 雅科夫·多里

雅科夫·多里

雅科夫·多里 （希伯來語：‎ ，1899年10月8日—1973年1月22日），出生時名为雅科夫·陀斯特洛夫斯基 (俄语：Яков Шимонович Достровский)，是以色列國防軍第一任總参谋长。他还曾擔任以色列理工学院院长。

## 生平
雅科夫·陀斯特洛夫斯基 生于俄罗斯帝国敖德萨。1905年敖德薩爆发反犹太主义騷亂后，他们一家移民至奥斯曼帝国以色列地 。雅科夫·多里在海法讀高中。第一次世界大战期间，他加入了英國陸軍。战后，他在根特大学学习工程学。

## 军人生涯
1926年，雅科夫·多里返回巴勒斯坦地區，之後他加入了哈加拿，並出任哈加拿駐海法部队指挥官。
1939年至1946年期間，雅科夫·多里出任哈加拿参谋长。 1946年至1947年期間，他还率领巴勒斯坦犹太人代表团前往美国购买武器。
以色列国防军成立后，雅科夫·多里擔任第一任以色列国防军總参谋长。然而由於他的健康状况每况愈下，第一次中东战争期间，他难以直接指挥部队，因此他的副手伊加尔·雅丁在此期間幫了他不少忙。 1949年11月9日，他不再擔任總参谋长并从军队退役。他的副手伊加尔·雅丁出任以色列国防军總参谋长。

## 学术生涯
從以色列国防军退役後，雅科夫·多里出任以色列总理办公室旗下的国家科学委员会主席。 1951年至1965年期間，他出任以色列理工学院院长。

## 纪念
海法境內的一条道路和贝尔谢巴的一条街道均以他的名字命名。